# Хмелевка (Поназирєвський район)
Хмелевка (рос. Хмелёвка) — село в Поназирьовському районі Костромської області Російської Федерації.
Населення становить 215 осіб. Входить до складу муніципального утворення Хмелевське сільське поселення.

## Історія
У 1962-1965 роках населений пункт належав до Шар'їнського району.
Від 2007 року входить до складу муніципального утворення Хмелевське сільське поселення.

## Населення
| 2008 | 2010 | 2014 |
| ---- | ---- | ---- |
| 217  | ↘185 | ↗215 |